# Tacrine
 (mars 2015).
Si vous disposez d'ouvrages ou d'articles de référence ou si vous connaissez des sites web de qualité traitant du thème abordé ici, merci de compléter l'article en donnant les références utiles à sa vérifiabilité et en les liant à la section « Notes et références ».
La tacrine (ou tétrahydroaminacrine) est une substance médicamenteuse utilisée dans le traitement palliatif de la maladie d'Alzheimer.
Mais elle peut être également employée dans le dopage sportif.
La tacrine est un principe actif seulement utilisé dans le médicament Cognex sous sa forme de chlorhydrate de tacrine, ou chlorhydrate de 1,2,3,4-tétrahydro-9-acridinamine.
À température ambiante, le chlorhydrate de tacrine prend la forme d'une poudre blanche, de saveur amère. Il est soluble dans l'eau distillée, l'acide chlorhydrique 0,1 M, le tampon acétate (pH 4), le tampon phosphate (pH 7,0-7,4), le méthanol, le diméthylsulfoxyde, l'éthanol et le propylène glycol.

## Historique
Dans les années 1940, en Australie, la tacrine fut utilisée pour limiter les dépressions respiratoires entraînées par la morphine sans modifier ses effets analgésiques. En 1945, la molécule de tacrine est synthétisée pour la première fois par Albert et Gledhill. En 1953, Shaw et Bentley découvrent que la molécule a des propriétés anticholinestérasiques. Ce sont ces propriétés de la tacrine qui seront à l'origine d'essais cliniques chez des patients atteints de la maladie d'Alzheimer quelques années plus tard. Ces essais seront controversés.
Le médicament contenant la tacrine est utilisé pour la première fois dans les années 1960 comme anesthésiant, puis dans les années 1980 pour des essais cliniques. Il est distribué depuis 1993 aux États-Unis et depuis 1994 en France.
C'est à cause de son hépatotoxicité que le médicament Cognex, à base de tacrine, est retiré de la vente le 5 février 2004. Il est remplacé par le donezepil (Aricept), la galantamine (Reminyl) et la rivastigmine (Exelon) qui n’ont pas montré de toxicité hépatique.
Avant la commercialisation du Cognex, la tacrine a été sujet à controverse. En novembre 1986, William Koopmans Summers (en) (psychiatre californien) a publié un article (expliquant un essai clinique sur la tacrine et ses effets bénéfiques sur 17 patients atteints de la maladie d'Alzheimer) dans le New England Journal of Medicine. Celui-ci est accompagné d’un éditorial signé par Kenneth L. Davis (en), sommité mondiale de la maladie d’Alzheimer.
Dans les jours suivants, W.K. Summers reçoit des milliers d’appels de médias, de scientifiques, car il n’a pas encore obtenu l’aval de la Food and Drug Administration (FDA).
Dans les semaines qui suivent, il reçoit la visite d’un inspecteur de la FDA, pour l’avertir de l’examen de ses dossiers.
Pendant plusieurs années, il y a une bataille entre le psychiatre et la FDA, avec l’intervention de hauts fonctionnaires du gouvernement, industriels, personnes de la haute société et médias. La FDA dénonce W.K. Summers pour ne pas avoir été rigoureux dans son essai clinique et ne pas avoir respecté la confidentialité et la proportionnalité des patients placebo avec les patients réellement traités.
Trois mois après la publication, il y a une réunion de scientifiques, des représentants de l’industrie pharmaceutique et des autorités de contrôle du médicament à Bethesda (Maryland) pour mettre au point un nouvel essai clinique dans plusieurs établissements, en attendant la validation ou non de la FDA.
C’est cette attente qui conduit à plusieurs événements dans les années qui suivent :
- des personnes âgées malades faisant une veille sur la pelouse de la FDA, encerclées par des policiers ;
- des personnes campent nuit et jour devant la porte de W.K. Summers pour avoir le traitement ;
- des associations de patients intentent des procès à la FDA ;
- la FDA fait un procès au fabricant de la tacrine ;
- WK Summers menace de se suicider devant le bâtiment de la FDA.

Il faut également savoir que pendant que la FDA et WK Summers se livraient bataille, la tacrine ne pouvait pas être commercialisée mais les patients arrivaient à se procurer le traitement, avant même que le processus réglementaire ne soit fini, en passant par le « club d’acheteurs » localisé notamment au Canada, au Costa Rica et aux Bahamas. En juin 1986, avant même la publication de l’article, WK Summers avait créé une société à but lucratif, la « Solo Research Inc. », dont la brochure offrait l’accès au traitement pour 12 000 dollars par an. WK Summers affirme l’avoir créée pour financer ses recherches et par la suite l’avoir transformée en fondation à but non lucratif. En 1992, la FDA n’a toujours pas autorisé le lancement de la tacrine et demande à WK Summers d’écrire une lettre de rétractation, ce qu’il refuse et donne une lettre de « clarification » qui ne sera jamais publiée. En 1992, la FDA n’a toujours pas autorisé le lancement de la tacrine, ce qui entraine une nouvelle manifestation des familles de malades devant l’immeuble de la FDA le 24 septembre 1992. À la mi-1993, les divers essais sur une dizaine de milliers de patients montrent que le médicament est relativement efficace et sans danger sérieux. C’est en septembre 1993 que la FDA donne son feu vert pour le laboratoire Parke-Davis. Jusqu’au mois de novembre 1996, la tacrine est le seul médicament contre la maladie d’Alzheimer. Après celui-ci, une molécule concurrente est autorisée aux États-Unis.

## Forme et présentation du médicament
Le médicament à base de tacrine se présente sous forme de gélules dosées différemment : 10 mg, 20 mg, 30 mg ou 40 mg. Ce sont des gélules sécurisées, de type C et de taille 7,33/7,64 mm. Elles sont produites par le laboratoire Parke-Davis, et suivent un code couleur en fonction du dosage :
- pour 10 mg, les gélules sont vert foncé et chair ;
- pour 20 mg, les gélules sont bleues et chair ;
- pour 30 mg, les gélules sont orange et chair ;
- pour 40 mg, les gélules sont violettes et chair.

## Pharmacocinétique
La demi-absorption est de 10 à 37 minutes, qui est due au principe actif lipophile.
La biodisponibilité est réduite de 30 à 40 % en cas de prise concomitante avec des aliments, non modifiée pour une prise une heure avant le repas ou la prise d'antiacides.
La concentration plasmatique est au maximum pour 1,5 heure. L'augmentation de la posologie se fait par palier.
Les gélules ne peuvent être prescrites que par un neurologue, un psychiatre, un médecin polyvalent gériatre, ou un médecin exerçant en gériatrie répondant aux conditions fixées par l'article L.356 du code de la santé publique (CSP). La première prescription nécessite une fiche d'initiation de traitement en plus d'une ordonnance de prescription de tacrine et de dosage des ALAT. La délivrance de la tacrine se fait par période de deux semaines pendant les 3 mois de traitement puis mensuellement.

## Usages
- Maladie d'Alzheimer.
- Retour à la normale à la suite d'une dépression respiratoire due à l'administration de morphine pour des fins analgésiques.
- Retour à la normale à la suite d'une sédation postopératoire.
- Prolongement du relâchement musculaire médié par la succinilcholine.
- Antagonisation de la tubocurarine.
- Antagonisation de la surdose de barbiturique (pays scandinaves).
- Retour à la normale à la suite du « delirium » provoqué par des agents anticholinergiques.
- En addition de la morphine pour le traitement des stades de douleurs chroniques intraitables.
- Traitement de la dyskinésie tardive.
- Traitement de la sclérose latérale amniotrophique.
- Sida.

## Essais cliniques
| Étude      | Année | Pays       | Nombre de patients           | Doses de THA                                                                                                 | Durée                                        |
| ---------- | ----- | ---------- | ---------------------------- | --- | -------------------------------------------- |
| Summers    | 1986  | États-Unis | 12                           | Dose unique                                                                                                  | 4 mois                                       |
| Chatellier | 1990  | France     | 67                           | T125 + L400 T125 + L400 THA ou non                                                                           | 4 semaines 4 semaines 4 mois                 |
| Gauthier   | 1990  | France     | 52                           | TM400 + L775 arrêt traitement T ou P (+L) arrêt                                                              | 10 semaines 4 semaines 8 semaines 4 semaines |
| Eagger     | 1991  | Angleterre | 89                           | Groupe A : T + L arrêt PT + PL Groupe B : inverse TM150 + L10800                                             | 13 semaines 4 semaines 13 semaines           |
| Davis      | 1992  | États-Unis | 632                          | P – T40 – T80 T40 – P – T80 T40 – T80 – P P P ou T40 ou T80 T (dose optimale)                                | 6 semaines 2 semaines 6 semaines 6 semaines  |
| Farlow     | 1992  | États-Unis | 468                          | 1. b=P d=T20 f=T40 2. b=P ou T20 d=T20 pi T40 f=T40 ou T80 groupe a, c, e= même posologie pendant 2 semaines | 6 semaines 6 semaines                        |
| Knapp      | 1994  | États-Unis | 663                          | a=P b, c, d=T40 a=P b, c, d=T80 a=P b=T80 c, d=T120 a=P b=T80 c=T120 d=T160                                  | 6 semaines 6 semaines 6 semaines 12 semaines |
| Solomon    | 1996  | États-Unis | 12 patients de l’étude Knapp | T120 ou T160                                                                                                 | 21 mois                                      |
| Marseille  | 1995  | France     | 144                          | T40 ou T80 ou T120 ou T160                                                                                   | 6 mois minimum                               |
| Grenoble   | 1996  | France     | 66                           | T80 ou T120 ou T160                                                                                          | 12 mois                                      |

Légende :
- T= THA ; P=placebo ;
- L=lécithine ;
- TXX = dose de THA administrée par jour (mg) ;
- TMXX = dose maximale de THA administrée par jour (mg) ;
- LXX = dose de lécithine administrée par jour (mg) ;
- PT = placebo THA ;
- PL = placedo lécithine.

## Mécanisme d'action
Le mécanisme d'action de la tacrine reste méconnu.

### Effets

#### Sur le système cholinergique
- Inhibe de façon réversible et non compétitive les cholinestérases.
- Se fixe en tant qu'agoniste aux récepteurs muscariniques.
- Présente une faible affinité avec les récepteurs nicotiniques.
- Inhibe de la capture des molécules d'acétylcholine.
- Diminue la libération d'acétylcholine.

#### Sur les systèmes de neurotransmission
- Diminue l'effet de l'acide glutamique.
- Bloque l'entrée du calcium.
- Inhibe partiellement les monoamines endogènes.
- Diminue la lyse des neurones.

#### Sur les canaux sodopotassiques
La tacrine bloque les canaux sodium et potassium.

### Action
Il a été démontré que les patients atteints de la maladie d'Alzheimer présentent un déficit cholinergique. C'est-à-dire, que l'activité de l'acétylase et de l'acétylcholinestérase est réduit. Or l'acétylcholinestérase est une enzyme qui assure la synthèse d'acétylcholine à partir de choline et d'acétyl Co-A, dans les terminaisons axonales. Il y a donc un déficit en neurotransmetteurs. La tacrine est un inhibiteur réversible et non compétitif des cholinestérases. En empêchant l'action de l'acétylcholinestérase qui se fixe sur les récepteurs muscariniques, la tacrine permet à l'acétylcholine de rester plus longtemps dans la terminaison axonale et ainsi d'agir sur les sites postsynaptiques. La stimulation postsynaptique entraîne un rétablissement de la conduction nerveuse améliorant ainsi les capacités cognitives du patient. Cependant la stimulation présynaptique entraîne une libération d'acétylcholine moins importante mais puisque la tacrine agit en coopération avec l'acétylcholine (fixation sur un site allostérique des récepteurs), cela diminue les pertes en acétylcholine et offre un meilleur résultat en présence de tacrine.
Le calcium joue également un rôle dans la dégénérescence et la mort neuronale. Or la tacrine inhibe la partie ionophore du récepteur NMDA (acide N-méthyl-D-aspartique) qui correspond à l'échangeur Na+/Ca2+. Le récepteur de la phéncyclidine (PCP) est également antagonisé par la tacrine. Ces conditions entraînent une diminution de la concentration en calcium libre dans les neurones, ce qui retarde la mort neuronale.

### Distribution
À la suite de l'administration et de l'absorption la tacrine passe rapidement la barrière hémato-encéphalique pour se diffuser principalement dans le cortex cérébral, le système limbique, le thalamus et le striatum.

## Métabolisme
Métabolisme hépatique intense impliquant la voie du cytochrome P-450 (ou isoenzyme P-450 1A2). Ce sont majoritairement des hydroxylations. La tacrine forme principalement un métabolite du nom de 1-hydroxytacrine ou velnacrine, qui est présent à environ 5,5 % dans la dose administrée. Elle forme également la 2-hydroxytacrine en quantité quantifiable dans la dose, et la 4-hydroxytacrine en plus faible quantité.

## Effets sur l'organisme

### Effets thérapeutiques
La tacrine est indiquée dans le traitement de la maladie d'Alzheimer des formes légères à modérées. Les résultats sont évalués selon trois critères : la sous échelle cognitive de l'échelle d'évaluation de la maladie d'Alzheimer (ADAs-Cog), l'impression clinique globale de changement évaluée par clinicien (CIBI) et l'échelle qualité de vie appréciant les activités du patient.

### Toxicologie

#### Contre-indications
- Grossesse et allaitement
- Maladies hépatiques évolutives et séquelles de maladies hépatiques
- Ulcères gastroduodénaux évolutifs non traités
- Hypersensibilité aux substances cholinomimétiques et composés chimiques apparentés à l’acridine
- Ictère avec une bilirubinémie supérieure à 30 mg/l (51 µmol/l) lors d’un premier traitement à la tacrine
- Augmentation de la transaminasémie supérieure à 3M persistante après réduction posologique de la tacrine ou après arrêt de traitement et tentative de réintroduction du produit
- Antécédents d'épilepsie
- Antécédents d'ulcères gastro-intestinaux
- Antécédents d'hépatites virales ou médicamenteuses
- Antécédents d'asthme
- Pathologie du péristaltisme intestinal
- Dysfonctionnement sphinctérien
- Risque d'aggraver les troubles du rythme cardiaque par effets vagotoniques

#### Non indiqué
- Formes débutantes, ni dans les formes graves de la MA
- Autres démences
- Troubles bénins de la mémoire
- Troubles neuropsychologique du sida

#### Interactions médicamenteuses
Il est nécessaire d'être vigilant aux interactions que pourrait avoir la tacrine avec d'autres médicaments, d'autres traitements en cours :
- la théophylline est un bronchodilatateur. Associée à la tacrine, elle entraîne une augmentation des effets indésirables comme nausées, vomissements et tachycardie ;
- la cimétidine est un anti-ulcéreux qui diminue la sécrétion gastrique. Un de ses effets indésirables consiste en des troubles gastro-intestinaux, tout comme la tacrine. Si ces médicaments sont pris ensemble, ces effets s'ajoutent (nausées, diarrhée, vomissement) ;
- le bétanéchol est un agoniste cholinergique. L'utilisation de ce médicament et de la tacrine est à éviter car elle peut entraîner une addition des effets indésirables.

Il est nécessaire de réévaluer, voire de supprimer les doses à administrer dans le cas où ces médicaments sont pris en même temps que la tacrine.

#### Effets secondaires et indésirables
La tacrine est mutagène et hépatotoxique. Il est donc nécessaire de surveiller la survenue d'atteintes hépatiques chez un individu suivant ce traitement. Ces effets hépatocytaires dépendent de la susceptibilité individuelle des patients, la dose administrée et le temps de traitement. L'hépatotoxicité consiste en la destructions des cellules du foie et se caractérise par une augmentation des transaminases.
Chez plus de 50 % des patients, il a été constaté des effets indésirables : l'élévation des transaminases sériques chez 40 % à 50 % des patients, des vertiges, dyspepsies, douleurs abdominales, diarrhées, nausées, vomissements, anorexie, myalgie dans 10 % à 15 % des cas, et dans moins de 10 % des cas de l'asthénie, de l'ataxie, des troubles du sommeil, des manifestations cutanées, des céphalées, des douleurs thoraciques, des confusions, des agitations et des dépressions.

#### Surdosage
En cas de surdosage, les effets indésirables et secondaires sont amplifiés. Il peut se produire une exagération des nausées, des vomissements, des diarrhées, des sécrétions (larmes, salive, sueur), l'apparition d'une faiblesse musculaire croissante pouvant aller jusqu'à la paralysie des muscles, mortelle par atteinte respiratoire. Les anticholinergiques atropiniques sont des antidotes en cas de surdosage. La dose initiale d'atropine recommandée est de 0,4 à 1 mg, à renouveler si nécessaire. Cette prise se fait par intraveineuse.